# Bothrops muriciensis
Espèce
Bothrops muriciensis est une espèce de serpents de la famille des Viperidae. 

## Répartition
Cette espèce est endémique de l’État d'Alagoas au Brésil.

## Description
C'est un serpent venimeux.

## Étymologie
Son nom d'espèce, composé de murici et du suffixe latin -ensis, « qui vit dans, qui habite », lui a été donné en référence au lieu de sa découverte, la ville de Murici.

## Publication originale
- Ferrarezzi & Freire, 2001 : New species of Bothrops Wagler, 1824 from the Atlantic forest of northeastern Brazil (Serpentes, Viperidae, Crotalinae). Boletim do Museu Nacional, Nova Serie, Zoologia, vol. 440, p. 1-10.